# Aleksander Posern-Zieliński

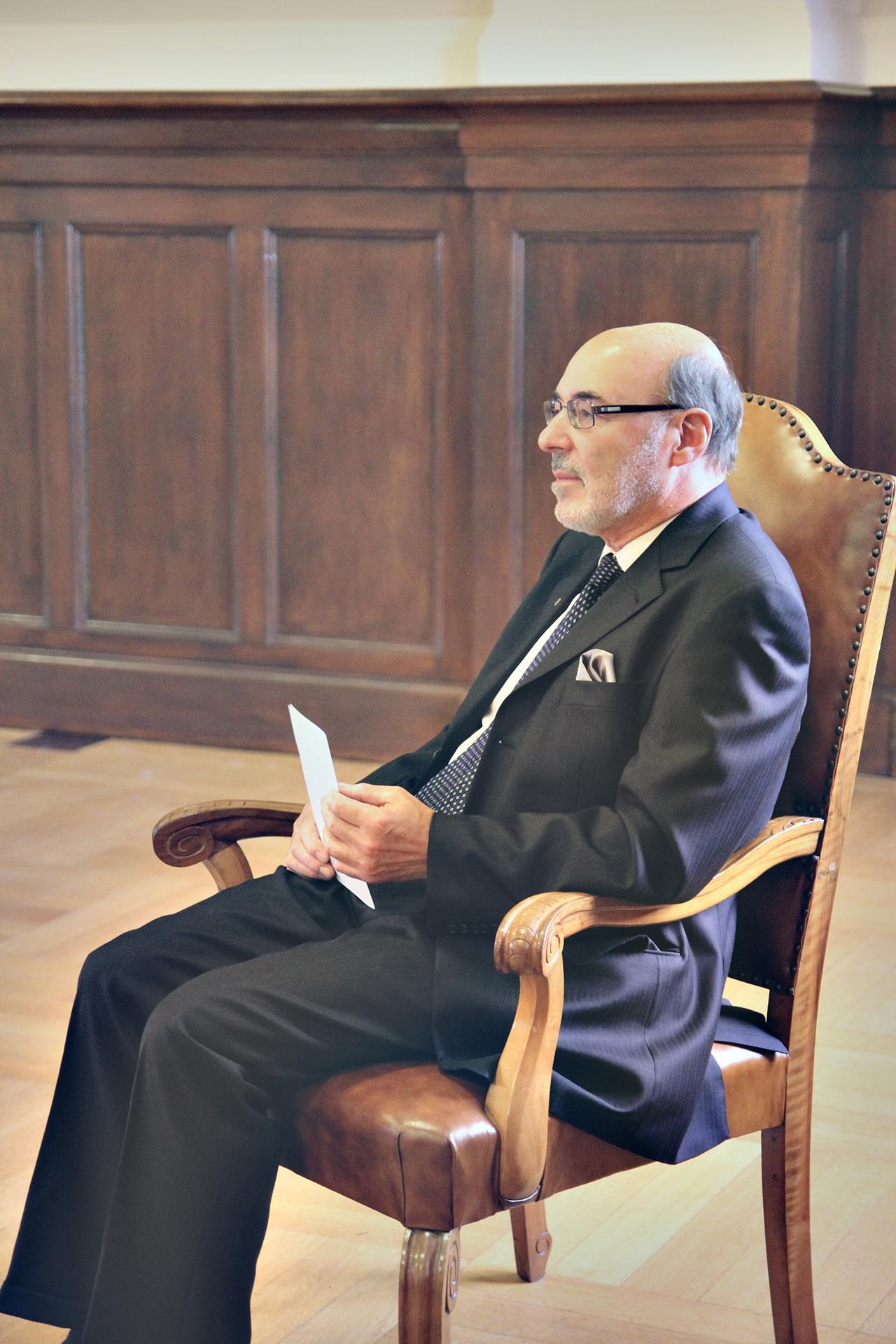
Aleksander Posern-Zieliński podczas jubileuszu 70-lecia urodzin.

Aleksander Hubert Posern-Zieliński (ur. 11 stycznia 1943) − polski etnolog i antropolog kulturowy.

## Działalność naukowa
Stopień doktora nauk humanistycznych uzyskał w zakresie etnologii. Od 1991 roku profesor zwyczajny, w latach 1993-2008 dyrektor Instytutu Etnologii i Antropologii Kulturowej na Uniwersytecie im. Adama Mickiewicza w Poznaniu.
Zajmuje się antropologią etniczności, polityki, religii, historią antropologii, problemami latynoamerykanistycznymi (badania społeczności andyjskich i ludności tubylczej), północnoamerykańskimi (Polonia, ludność rdzenna, imigracja) – prowadził badania m.in.: w Peru, Ekwadorze, Chile, Stanach Zjednoczonych – a także teorią przemian społeczno-kulturowych. Bada związki archeologii i etnologii. Jest redaktorem naczelnym rocznika Estudios Latinoamericanos.
Od 2007 roku jest członkiem korespondentem PAN, od 2020 członkiem rzeczywistym, kieruje Pracownią Etnologii Instytutu Archeologii i Etnologii PAN (oddział poznański). Uczestniczył też w pracach Międzynarodowej Unii Nauk Antropologicznych i Etnologicznych.
Od 1995 roku członek Centralnej Komisji ds. Tytułu Naukowego.
Był stypendystą Fundacji Kościuszkowskiej a w l. 1991-92 Programu Fulbrighta.

## Publikacje
autor:
- Polinezja świat nieznany, 1972
- Ruchy społeczne i religijne Indian hiszpańskiej Ameryki Południowej (XVI-XX w.), 1974
- Indiańskie wierzenia i rytuały, 1977 (współautorstwo: Mirosława Posern-Zielińska)
- Tradycja a etniczność. Przemiany kultury Polonii amerykańskiej, 1982, ISBN 83-04-01308-8
- Kraina Inkarri. Szkice etnologiczne o Peru, 1985, ISBN 83-04-01745-8
- Etniczność. Kategorie, procesy etniczne, 2005
- Między indygenizmem a indianizmem. Andyjscy Indianie na drodze do etnorozwoju, 2005

redaktor prac zbiorowych:
- The Task of ethnology. Cultural anthropology in unifying Europe, 1988
- Etnologia polska między ludoznawstwem a antropologią, 1995
- Świat grup etnicznych, 2000
- Etniczność a religia, Poznań 2003, Wydawnictwo Poznańskie, s. 248, seria Poznańskie Studia Etnologiczne, ISBN 83-7177-392-7,
- Tolerancja i jej granice w relacjach międzykulturowych, 2004
- Exploring home, neighbouring and distant cultures, 2008 (z Lechem Mrozem)
- Antropologia polityki i polityka w antropologii, 2010 (z Mirosławą Drozd-Piasecką)
- Antropologia i polityka: szkice z badań nad kulturowymi wymiarami władzy, 2011 (z Wojciechem Dohnalem)
- Middle grounds, ambiguous frontiers, and intercultural spaces, 2014 (z Lech Mrozem)

## Odznaczenia
12 lutego 2015 odznaczony Złotym Krzyżem Zasługi.